# Rivière Obalski
Rivière Obalski är ett vattendrag i Kanada.   Det ligger i provinsen Québec, i den sydöstra delen av landet, 400 km norr om huvudstaden Ottawa.
I omgivningarna runt Rivière Obalski växer i huvudsak blandskog. Runt Rivière Obalski är det mycket glesbefolkat, med 5 invånare per kvadratkilometer.